# Konrad Huber (romanista)
Konrad Huber (Meilen, 30 de gener de 1916 - Meilen, 29 de juny de 1994) fou un romanista suís.

## Vida i obra
Huber va passar una part de la infància a Santa Fe (Argentina). Però va anar a l'institut a Zuric i va estudiar romanística a la Universitat de Zuric. El 1943 es va doctorar sota la direcció de Jakob Jud amb la tesi Über die Histen- und Speichertypen des Zentralalpengebietes. Eine sach- und sprachgeschichtliche Untersuchung (Zuric 1944), una tesi sobre els sistemes tradicionals d'emmagatzematge de gra en els Alps, en la línia de les "Paraules i coses" propugnada pel seu mestre. Després de passar un parell d'anys (1943-1946) dirigint l'escola suïssa de Lima (Perú), es va habilitar amb una tesi d'història de la llengua italiana (1949) i va ser professor (de 1950 a 1964, extraordinari; de 1964 a 1981, ordinari) de filologia romànica a la Universitat de Zuric. La seva especialitat era la lingüística italiana i retoromànica. A la Universitat hi va fundar el «Centro di ricerca per la storia e l'onomastica ticinese». La seva recerca es va centrar en l'italià, els contactes lingüístics romànico-germànics i l'onomàstica de la Suïssa italiana i retoromànica: va recollir els noms de lloc del Ticino i va redactar el tercer volum del Rätisches Namenbuch (1986), obra iniciada per Robert von Planta, dedicat al recull i interpretació dels noms de persona del retoromànic.

## Publicacions
- Robert von Planta (fundador): Rätisches Namenbuch. Volum 3: Konrad Huber: Die Personennamen Graubündens mit Ausblicken auf Nachbargebiete (= Romanica Helvetica. vol. 101) Berna, Francke, 1986, ISBN 3-317-01601-9
  - Primera part: Von Rufnamen abgeleitete Familiennamen
  - Segona part: Von Übernamen abgeleitete Familiennamen
- (editor amb Gustav Ineichen): Jakob Jud: Romanische Sprachgeschichte und Sprachgeographie. Ausgewählte Aufsätze. Zürich, Atlantis-Verlag, 1973, ISBN 3-7611-0401-4.